# (39889) 1998 FG
(39889) 1998 FG est un astéroïde de la ceinture principale d'astéroïdes découvert en 1998.

## Description
(39889) 1998 FG a été découvert le 17 mars 1998 à Woomera (Australie par Frank B. Zoltowski.

### Caractéristiques orbitales
L'orbite de cet astéroïde est caractérisée par un demi-grand axe de 2,41 ua, un périhélie de 2,29 ua, une excentricité de 0,05 et une inclinaison de 7,27° par rapport à l'écliptique. Du fait de ces caractéristiques, à savoir un demi-grand axe compris entre 2 et 3,2 ua et un périhélie supérieur à 1,666 ua, il est classé, selon la JPL Small-Body Database, comme objet de la ceinture principale d'astéroïdes.

### Caractéristiques physiques
(39889) 1998 FG a une magnitude absolue (H) de 15,0 et un albédo estimé à 0,288.